# Sommieria leucophylla
Sommieria leucophylla ist eine nur auf Neuguinea vorkommende Pflanzenart aus der Familie der Palmengewächse (Arecaceae). Sie ist die einzige Art der Gattung Sommieria. Diese Palme ist sehr klein und hat nicht oder nur wenig zerteilte Blätter, die oberseits dunkelgrün und auf der Unterseite dicht weiß behaart sind. Der Blütenstand hat einen langen Stiel und ist wenig verzweigt, die Früchte sind klein und tragen Korkwarzen. Die Art wächst im Unterwuchs der Wälder, ihre Blätter werden zum Decken von Dächern verwendet.

## Merkmale
Sommieria leucophylla besitzt zierliche, zylindrische Stämme von 3 bis 4 cm Durchmesser. Der Stamm wird höchstens bis drei Meter hoch, kann aber auch fehlen. Er sieht aus wie der einer kleinen Kokospalme. Die Stammoberfläche ist hellbraun bis grau und eng mit ringförmigen Blattnarben besetzt. Im Querschnitt ist eine dünne äußere Rinde von unter 1 mm Dicke zu erkennen. Nach innen folgt eine innere Rinde mit gleichmäßig verteilten Leitbündeln. In der inneren Rinde wird Stärke gespeichert. Das Holz ist weich, schwarze Fasern wie bei den nah verwandten Gattungen fehlen.

### Blätter
Die Krone besteht aus bis zu 40 Blättern. Besonders bei Pflanzen, die im tiefen Schatten wachsen, verbleiben viele abgestorbene Blätter an der Pflanze. Die Blätter wachsen lange und verbleiben auch lange an der Pflanze, genaue Daten dazu sind aber nicht bekannt. Die Krone fungiert als Falle für Streu, in der Mikro- und Makro-Destruenten wie Pilze, Arthropoden und Regenwürmer leben und die Streu abbauen. Bei Regen werden die Nährstoffe dann in den Boden zu den Wurzeln der Palme geschwemmt.
Die Blätter sind 92 bis 180 cm lang und 12 bis 30 cm breit. Sie sind ganzrandig und zweigeteilt. Die beiden Blatthälften sind meist nicht zerteilt. Seltener ist der obere Blattteil zweigeteilt und am unteren Blattende gibt ein bis zwei Paare von schmalen, zugespitzten Segmenten. Die Enden der Blätter sind zugespitzt bis abgerundet, wobei der apikale Rand doppelt gezähnt ist. Blattform, Segmentierung und Zähnung sind recht variabel. Die Blattoberseite ist meist dunkelgrün, wobei die Bandbreite von hell- bis dunkelgrün reicht. Die Unterseite ist weiß, cremefarben oder hellbraun. Der Blattstiel ist 10 bis 38,5 cm lang, die Rhachis 40 bis 115 cm.

### Behaarung
Blätter und Blütenstände sind behaart. Es gibt zwei Typen von Behaarung: wollige Behaarung und weiße, amorphe Behaarung. Die wollige Behaarung ist cremefarben bis dunkelbraun und findet sich an Blütenständen, Blattstielen, Blattscheiden und selten auch an der Unterseite der Blattrhachis. Die weiße, amorphe Behaarung ist auf der Blattunterseite zu finden und ist immer vorhanden. Sie erscheint wachsartig, schmilzt aber bei Erhitzung nicht. Die Behaarung variiert stark innerhalb und zwischen Individuen einer Population und ändert sich auch mit dem Alter, indem sie mit zunehmendem Alter abnimmt.

### Blütenstand
Der Blütenstand steht zwischen den Blättern und ist einzeln. Zur Blütezeit ist er bis 160 cm lang. Er verzweigt sich einmal, selten zweimal. In der jungen Knospe ist der Blütenstand von einem cremefarbenen bis hellbraunen Vorblatt umgeben. Es gibt ein papierartiges Vorblatt am Blütenstandsstiel, das sich an der Spitze des Stieles oder wenige Zentimeter darunter befindet. Diese beiden Vorblätter zerreißen längs, wenn sich der Blütenstandsstiel und seine Seitenäste beim Wachstum strecken. Zu diesem Zeitpunkt sind die Blüten erst teilweise entwickelt. Der Blütenstandsstiel ist bis 136 cm lang.
Die Blütenstandsachse ist sehr kurz. Die Seitenäste stehen an der Spitze des Blütenstandsstiels ab. Sie stehen schraubig, sind rund im Querschnitt, die untersten sind manchmal verzweigt. Die Tragblätter der Seitenachsen sind dreieckig bis nierenförmig. Entlang der Seitenachse stehen die Blüten zu dritt in kleinen Gruben.
Der Blütenstand erscheint aus den Vorblättern drei bis sechs Monate vor der Anthese. Die Blütenstände sind ausgeprägt proterandrisch, Selbstbestäubung innerhalb eines Blütenstands ist daher nicht möglich. Die Bestäuber sind nicht bekannt, als Blütenbesucher wurden Ameisen beobachtet, in den weiblichen Blüten sind häufig kleine Insektenlarven zu beobachten.

### Blüten
Die Dreiergruppen von Blüten bestehen aus einer zentralen weiblichen und zwei seitlichen männlichen Blüten. Die männlichen Blüten sind im Knospenstadium cremefarben bis hellbraun, zur Blüte weiß bis cremefarben. Sie sind kleiner als die weiblichen Blüten. Die weiblichen Blüten sind zunächst nicht sichtbar, sondern von den männlichen verdeckt. Erst nach Abfallen der männlichen Blüten werden die weiblichen sichtbar und wachsen heran.
Die männlichen Blüten haben einen Durchmesser von rund 2,5 mm. Sie haben drei freie Kelchblätter, die dachziegelartig angeordnet sind. Die Kelchblätter sind halbkreisförmig bis nierenförmig und cremefarben bis hellbraun. An der Außenseite kann eine dünne, braune Behaarung sitzen. Sie sind stark gekielt und haben an der Spitze manchmal zwei oder drei Lappen. Die drei Kronblätter sind frei, eiförmig bis dreieckig und cremefarben bis braun. Die sechs Staubblätter sind in einem Wirtel angeordnet, die Antheren sind in der Knospe nach innen gebogen, manchmal zusätzlich verdreht. Das Fruchtknoten-Rudiment ist säulenförmig und kürzer als die Staubblätter.
Die weiblichen Blüten haben ebenfalls je drei Kelch- und Kronblätter. Ihr Durchmesser beträgt 2,5 bis 3 mm. Die Kronblätter sind frei oder an der Basis kurz verwachsen. Sie sind abgerundet dreieckig und cremefarben bis hellbraun. Sie haben zwei bis sechs zahnähnliche Staminodien. Das Gynoeceum ist eiförmig, ein Griffel ist nicht erkennbar. Es gibt drei apikal stehende Narben. Die Blüten duften nicht.

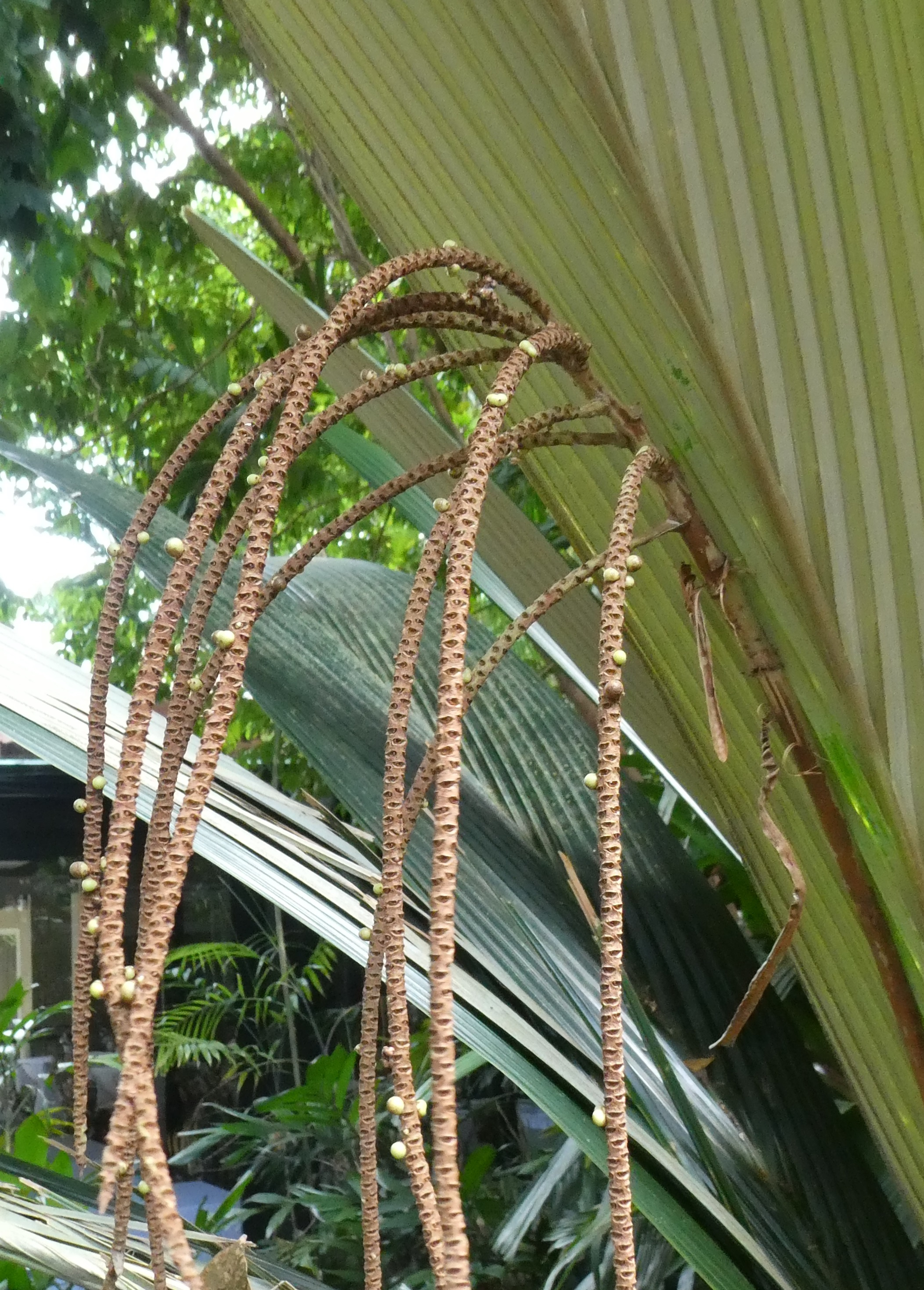
Früchte

### Früchte und Samen
Die Früchte sind klein, rund und enthalten einen Samen. Sie sind 9 bis 15 × 8 bis 15 mm groß. Die Blütenblätter bleiben an der Frucht erhalten, ebenso die Narben. Das Exokarp ist zunächst glatt, bald nach der Befruchtung trocknet es ein und stirbt ab. Es wird dunkelbraun und zerreißt, wenn die Frucht wächst. Das Mesokarp ist schwammig-fleischig und zur Fruchtreife mit pyramidenförmigen bis sechseckigen Korkwarzen besetzt, diese sind meist leuchtend rosa. Das Perikarp enthält tanninhaltige Zellen, Leitbündel mit zerstreuten Faserscheiden und Brachysklereiden.
Die Samen sind kugelig, eiförmig oder ellipsoidisch. Sie haben eine flache Raphe, die vom Nabel bis zur Spitze des Samens verläuft. Der Nabel ist schmal und befindet sich an der Basis des Samens. Das Endosperm ist homogen, der Embryo sitzt subbasal. Die Samen keimen nach drei bis zwölf Monaten.

## Verbreitung und Ökologie
Sommieria leucophylla ist auf Neuguinea endemisch. Sie kommt nur auf der zu Indonesien gehörenden Westhälfte der Insel sowie auf Waigeo als einziger vorgelagerter Insel vor. Die bekannten Fundorte sind vorwiegend auf der Vogelkopf-Halbinsel, die nördlichsten Funde stammen von Mamberamo, die südlichsten von Timika. Nur die östlichsten Fundorte liegen knapp auf papua-neuguineischem Gebiet. Diese verstreute Verbreitung kann entweder an ungleicher Aufsammlung oder an einer unbekannten Bindung der Art an bestimmte Standortverhältnisse liegen.
Die meisten bekannten Individuen wachsen an Hängen oder am Talgrund. Sie wachsen in 5 bis 500 m Seehöhe meist auf Podsol- oder Schwemmböden. Der pH-Wert liegt zwischen 3,5 und 6,2. Der Temperaturbereich liegt zwischen 22 und 28 °C. Die Pflanzen wachsen an zu 40 bis 85 % beschatteten Stellen, sind also Pflanzen des Wald-Unterwuchses.
Die Ausbreitungsmechanismen sind unbekannt. Von der Farbe der Früchte her ist tierische Ausbreitung zu erwarten, auch Ausbreitung durch die Schwerkraft über kurze Strecken wird diskutiert.

## Systematik
Sommieria wurde traditionell in die Subtribus Iguarininae der Tribus Areceae gestellt, in der Arbeit von John Dransfield und Kollegen 2005 aber zusammen mit Pelagodoxa in die neue Tribus Pelagodoxeae überführt.
Der Erstbeschreiber der Gattung wie der Art ist Odoardo Beccari, der Sommieria leucophylla 1877 in Malesia [Edited by Beccari, Odoardo]. Genoa, Band 1 Seite 67 beschrieb. Der Gattungsname ehrt seinen Freund, den italienischen Botaniker Carlo Pietro Stefano Sommier (1848–1922).  Bis 1915 beschrieb Beccari weitere zwei Arten der Gattung, Sommieria elegans und Sommieria affinis. Charlie Danny Heatubun (2002) zeigte in einer Bearbeitung aller bekannten Herbarbelege, dass die Trennung der Gattung in drei Arten nicht aufrechtzuerhalten ist, da alle traditionell der Unterscheidung dienenden Merkmale kontinuierliche Übergänge aufweisen.

## Nutzung
Wie andere Palmenarten, die im Unterwuchs der Wälder wachsen, hat Sommieria nur eine geringe wirtschaftliche Bedeutung. Traditionell werden die Blätter zum Dachdecken verwendet. Die Arfak im Gebiet Manokwari verwendeten die Blätter häufig dafür wie auch zum Einwickeln von Speisen. Manche Palmenpopulationen sind deshalb praktisch völlig entblättert.
Eine Gefährdung der Art geht von der Umwandlung ihrer Standorte in Ölpalmen-Plantagen aus.

## Belege